# اس‌ای۸۰
اس‌ای۸۰ (به انگلیسی: SA80) (کوتاه شدهٔ عبارت :Small Arms for the 1980s) یک تفنگ تهاجمی بولپاپ بریتانیایی کالیبر ۴۵×۵٫۵۶ است. طرح فنی آن برگرفته از ارمالایت ای‌آر-۱۸ است. نخستین نمونه‌های آن در ۱۹۷۶ میلادی طراحی شد. تولید این سلاح در ۱۹۹۴ به پایان رسید، ولی قرار است تا ۲۰۲۵ استفاده از آن ادامه یابد.

## به‌کاربرندگان
- بولیوی: مورد استفاده نیروهای ویژه و پلیس ملی بولیوی[۱]
- جامائیکا:از ۱۹۹۲.[۲][۳]
- نپال: تعداد محدودی مورد استفاده نیروهای ویژه
- بریتانیا.[۴][۵] تفنگ استاندارد نیروی زمینی بریتانیا.
  -  برمودا[۶]
  -  جبل طارق